# Liste der Biografien/Tsa
Liste der Biografien |
Portal Biografien |
Personensuche
# |
A |
B |
C |
D |
E |
F |
G |
H |
I |
J |
K |
L |
M |
N |
O |
P |
Q |
R |
S |
T |
U |
V |
W |
X |
Y |
Z |
?
 
Ta |
Tc |
Te |
Tf |
Tg |
Th |
Ti |
Tj |
Tk |
Tl |
Tm |
To |
Tq |
Tr |
Ts |
Tu |
Tv |
Tw |
Tx |
Ty |
Tz
 
Tsa |
Tsc |
Tse |
Tsh |
Tsi |
Tsj |
Tso |
Tsu |
Tsv |
Tsy |
Tsz
Die Liste der Biografien führt alle Personen auf, die in der deutschsprachigen Wikipedia einen Artikel haben. Dieses ist eine Teilliste mit 96 Einträgen von Personen, deren Namen mit den Buchstaben „Tsa“ beginnt.

## Tsa

### Tsab
- Tsabropoulos, Vassilis (* 1966), griechischer Pianist und Komponist

### Tsad
- Tsada, Tesfaldet Tekie (* 1969), eritreischer Geistlicher, Apostolischer Visitator

### Tsaf
- Tsafendas, Demetrios (1918–1999), südafrikanischer Attentäter
- Tsafrir, Eliezer (* 1933), israelischer Autor und Mossad-Mitarbeiter
- Tsafrir, Yoram (1938–2015), israelischer Archäologe

### Tsag
- Tsagolow, Wassili (* 1957), ukrainischer Künstler
- Tsagrinou, Elena (* 1994), griechische Sängerin

### Tsah
- Tsahai (1919–1942), äthiopische Prinzessin und KrankenschwesterTsahai (1919–1942)

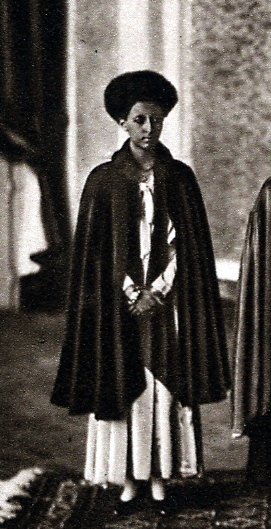
Tsahai (1919–1942)

- Tsahar, Assif (* 1969), israelischer Jazzsaxophonist und -klarinettist
- Tsahkna, Margus (* 1977), estnischer Politiker

### Tsai
- Tsai Chih-chung (* 1948), taiwanischer Cartoonist und Comiczeichner
- Tsai Hui-min (* 1976), taiwanische Badmintonspielerin
- Tsai, Albert (* 2004), US-amerikanischer Schauspieler
- Tsai, Chia-hsin (* 1982), taiwanischer Badmintonspieler
- Tsai, Chin (* 1936), chinesische Schauspielerin und Schriftstellerin
- Tsai, Ching-jung (* 2000), taiwanische Hochspringerin
- Tsai, Cindy (* 1985), US-amerikanische Schachspielerin
- Tsai, Deborah (* 1994), australische Synchronschwimmerin
- Tsai, Eng-Meng (* 1957), taiwanischer Unternehmer
- Tsai, Hong-tu (* 1952), taiwanischer Unternehmer
- Tsai, Ing-wen (* 1956), taiwanische Politikerin, Vorsitzende der Demokratischen Fortschrittspartei (DPP) und Präsidentin TaiwansTsai Ing-wen (* 1956)

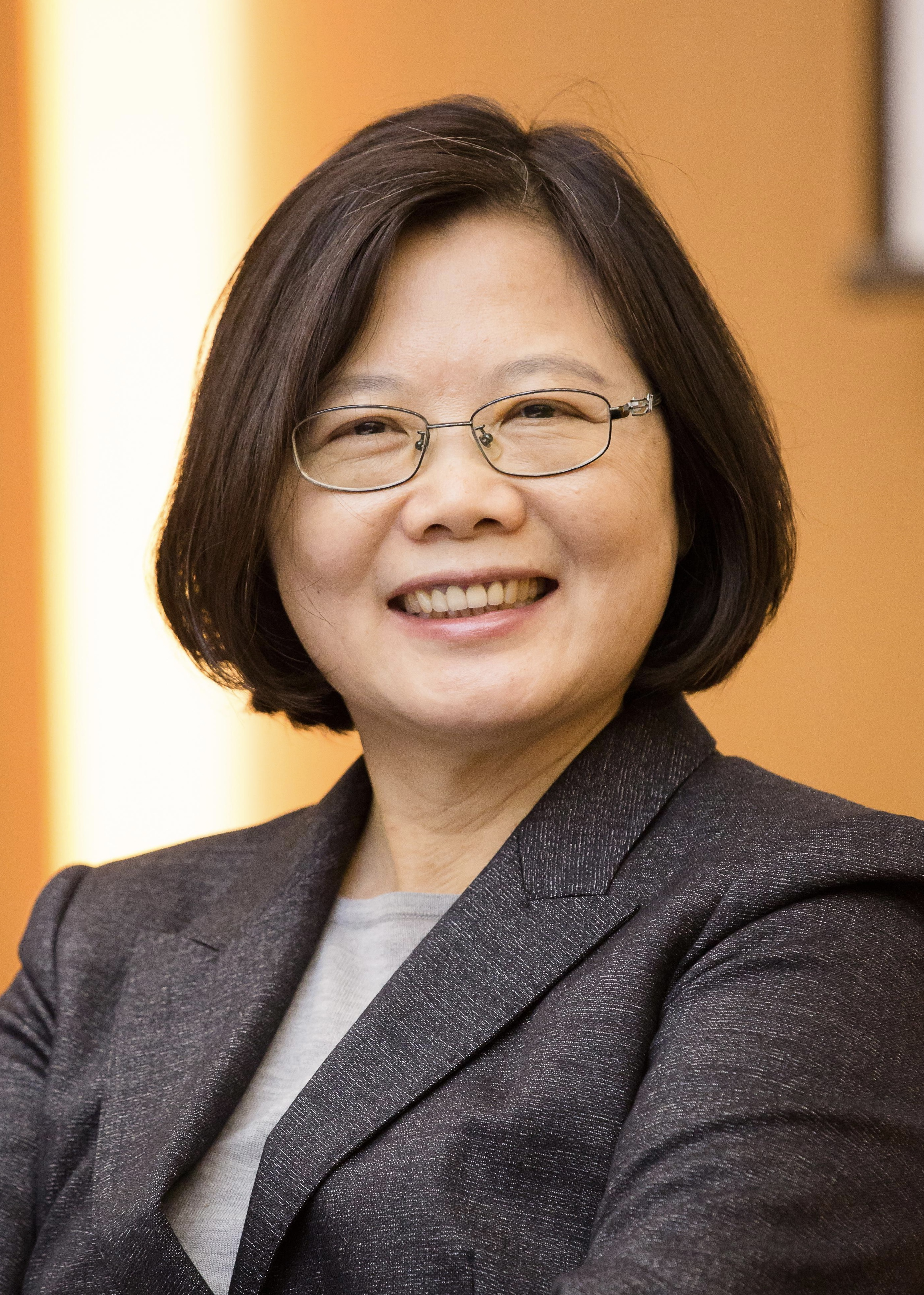
Tsai Ing-wen (* 1956)

- Tsai, Jolin (* 1980), taiwanische Mandopop-Sängerin
- Tsai, Joseph (* 1964), taiwanisch-kanadischer Unternehmer
- Tsai, Kevin (* 1962), taiwanischer Fernsehmoderator und Schriftsteller
- Tsai, Kristen (* 1995), kanadische Badmintonspielerin
- Tsai, Kuo Jung (* 1951), chinesischer Filmkritiker und Drehbuchautor
- Tsai, Meng-lin (* 1978), taiwanischer Sprinter
- Tsai, Ming-kai (* 1950), taiwanischer Manager
- Tsai, Ming-liang (* 1957), chinesisch-malaysischer Filmregisseur
- Tsai, Pei-ling (* 1987), taiwanische Badmintonspielerin
- Tsai, Pei-ling (* 2002), taiwanische Handball- und Beachhandballspielerin
- Tsai, Peter (* 1952), taiwanisch-amerikanischer Materialwissenschaftler
- Tsai, Stephen W. (* 1929), US-amerikanischer Ingenieur
- Tsai, Wan-lin (1924–2004), taiwanischer Unternehmer
- Tsai, Wan-tsai (1929–2014), taiwanischer Unternehmer und Bankier
- Tsai, Wei-chih (* 2001), taiwanischer Hochspringer
- Tsainis, Kathrin (* 1967), deutsche Journalistin und Schriftstellerin

### Tsak
- Tsakalidis, Alexandros (* 1993), griechischer Fußballschiedsrichter
- Tsakalidis, Jake (* 1979), griechischer Basketballspieler
- Tsakalidis, Konstantin (* 1966), deutscher Tänzer und Choreograf
- Tsakalof, Athanasios († 1851), griechischer Kaufmann, Mitbegründer von Filiki Eteria
- Tsakalotos, Efklidis (* 1960), griechischer Ökonom und Politiker, stellvertretender Außenminister
- Tsakalou, Lamprini (* 1993), griechische Handballspielerin
- Tsakanikas, Georgios (1934–2016), griechischer Kugelstoßer und Diskuswerfer
- Tsakiri, Panagiota (* 1990), griechische Biathletin und Skilangläuferin
- Tsakiridis, Vagelis (* 1936), deutsch-griechischer Schriftsteller, Übersetzer und Bildhauer
- Tsakiris, Athanasios (* 1965), griechischer Skilangläufer und Biathlet
- Tsakiris, Niko (* 2005), US-amerikanischer Fußballspieler
- Tsakonas, Lykourgos-Stefanos (* 1990), griechischer Sprinter

### Tsal
- Tsalastras, Apostolos (* 1964), deutscher Politiker (SPD)
- Tsaldari, Lina (1887–1981), griechische Abgeordnete und Ministerin
- Tsaldaris, Konstantinos (1884–1970), griechischer Politiker und Ministerpräsident
- Tsaldaris, Panagis (1868–1936), griechischer Politiker und Ministerpräsident
- Tsaligopoulou, Eleni (* 1963), griechische Sängerin und Komponistin
- Tsalikov, Eldar (* 1993), russischer Jazzmusiker (Saxophon, Klarinette, Komposition)
- Tsalim, Fikremariam Hagos (* 1970), äthiopischer Geistlicher und eritreisch-katholischer Bischof von Segheneity
- Tsalka, Dan (1936–2005), israelischer Schriftsteller, Romancier und Kritiker

### Tsam
- Tsamadou Jacoberger, Irini (* 1958), griechisch-französische Sprachwissenschaftlerin und Neogräzistin
- Tsamakda, Vasiliki (* 1970), griechische Christliche Archäologin und Byzantinische Kunsthistorikerin
- Tsambikakis, Michael (* 1972), deutscher Rechtswissenschaftler
- Tsamchoe, Lhakpa (* 1972), indische Schauspielerin
- Tsamis, Mikes (* 1895), griechischer Wasserballspieler
- Tsamma Seane, Valentine (* 1966), botswanischer Geistlicher, emeritierter römisch-katholischer Bischof von Gaborone

### Tsan
- Tsanaklidou, Tania, griechische Sängerin
- Tsand, Schweizer Basketballspielerin
- Tsang Nyön Heruka Sanggye Gyeltshen (1452–1507), Vertreter der Kagyü-Schule, Verfasser von Biographien Marpas und Milarepas
- Tsang, Anson, chinesischer Pokerspieler
- Tsang, Bion (* 1967), US-amerikanischer Cellist
- Tsang, Derek (* 1979), chinesischer Filmregisseur und Schauspieler
- Tsang, Donald (* 1944), chinesischer Beamter und Politiker
- Tsang, Elton (* 1980), chinesischer Unternehmer und Pokerspieler
- Tsang, Eric (* 1953), chinesischer SchauspielerEric Tsang (* 1953)

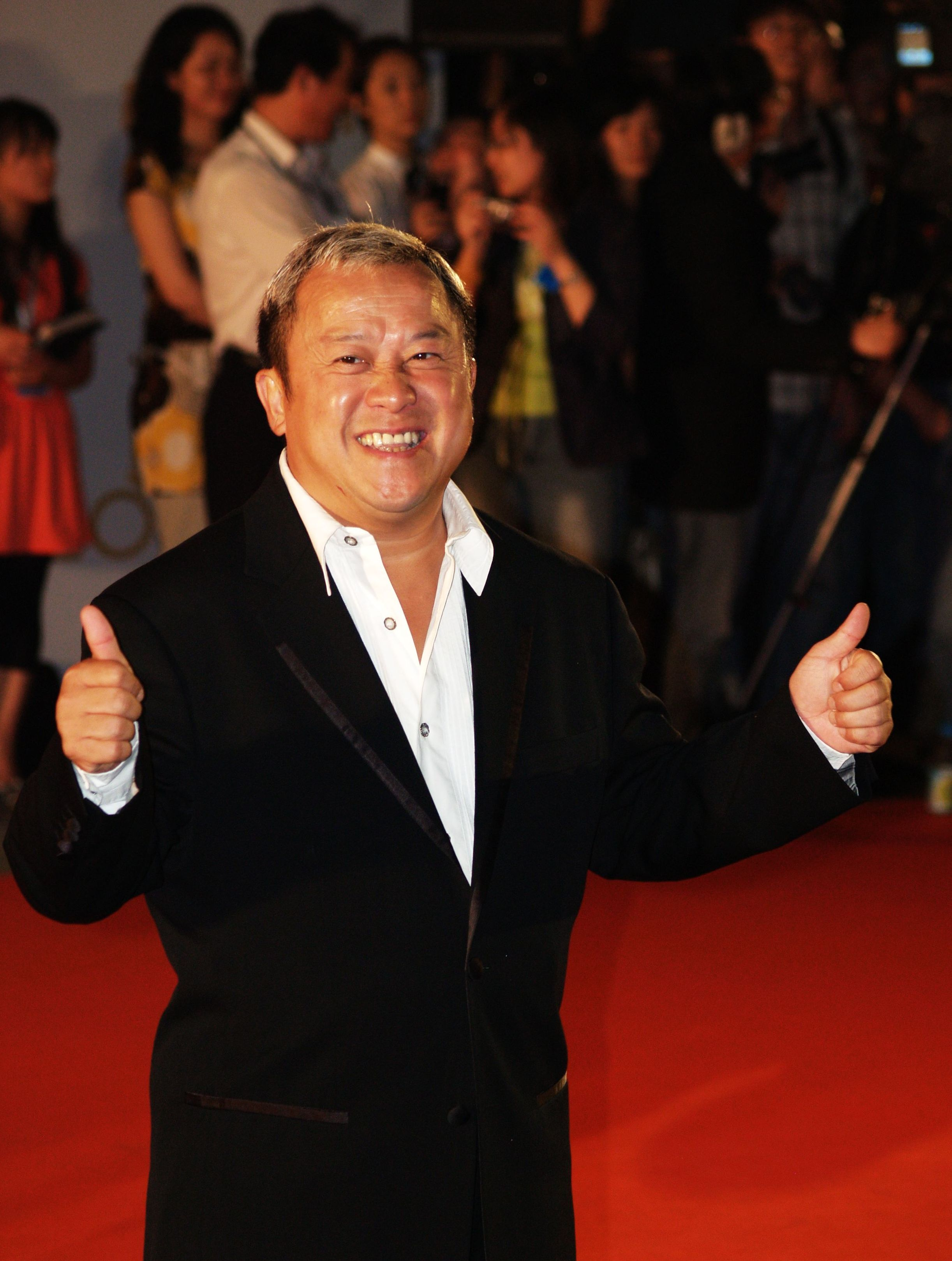
Eric Tsang (* 1953)

- Tsang, Kenneth (1934–2022), chinesischer Filmschauspieler
- Tsang, Richard (* 1952), chinesischer Komponist, Dirigent und Musikproduzent
- Tsang, Tosha (* 1970), kanadische Ruderin
- Tsang, Wing Chiu (* 1995), chinesische Badmintonspielerin (Hongkong)
- Tsangari, Athina Rachel (* 1966), griechische Filmproduzentin und Regisseurin
- Tsangarides, Chris (1956–2018), griechisch-britischer Musikproduzent, Toningenieur und Mischer
- Tsangaris, Manos (* 1956), deutscher Komponist, Musiker, Installations- und Performancekünstler und Lyriker
- Tsangpa Gyare Yeshe Dorje (1161–1211), Geistlicher des Drugpa-Kagyü-Schulrichtung des tibetischen Buddhismus, (Vajrayana), 1. Gyelwang Drugpa

### Tsao
- Tsao, Chia-yi (* 2003), taiwanische Tennisspielerin
- Tsao, Chieh (1953–1996), singapurischer Komponist, Ingenieur und Mathematiker
- Tsao, Doris (* 1975), US-amerikanische Neurowissenschaftlerin

### Tsap
- Tsapi, Lefa (* 1961), lesothischer Boxer

### Tsar
- Tsarahazana, Désiré (* 1954), madagassischer Geistlicher, römisch-katholischer Erzbischof von Toamasina und Kardinal
- Tsarbopoulou, Olga (* 1968), griechische Tennisspielerin
- Tsarong (1888–1959), tibetischer Politiker und Oberbefehlshaber der tibetischen ArmeeTsarong (1888–1959)

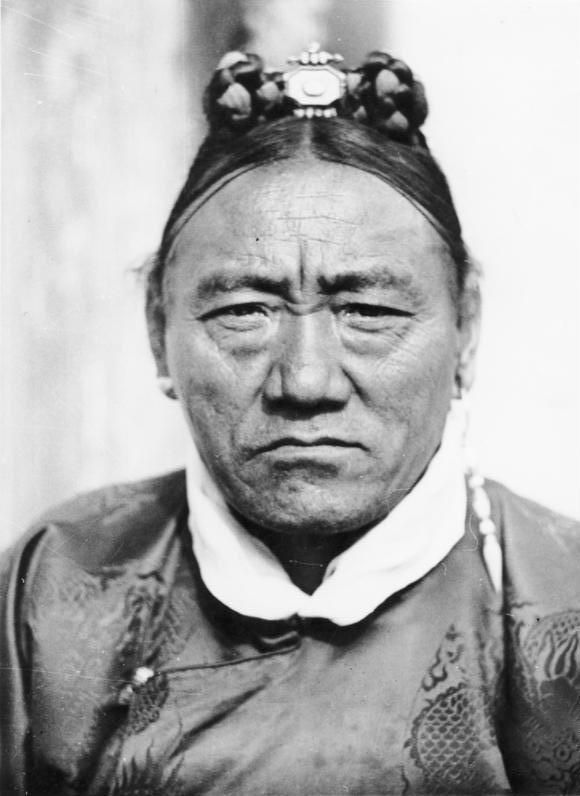
Tsarong (1888–1959)

- Tsarouchis, Giannis (1910–1989), griechischer Maler
- Tsartilidis, Elias (* 1978), deutscher Politiker (SPD), MdBB
- Tsartsaris, Konstantinos (* 1979), griechischer Basketballspieler
- Tsartsidis, Christos (* 1980), griechischer Badmintonspieler

### Tsat
- Tsatoumas, Louis (* 1982), griechischer Weitspringer
- Tsatsos, Dimitris (1933–2010), griechischer Rechtswissenschaftler und Politiker, MdEP
- Tsatsos, Konstantinos (1899–1987), griechischer Politiker und Jurist
- Tsattalios, Nikolas (* 1990), australischer Fußballspieler

### Tsaw
- Tsawa, Dorjee (* 1976), schweizerischer Fußballspieler und -trainer